# Multiplan
Chronologie des versions
Microsoft Excel et Microsoft PowerPoint
Multiplan est l'un des tout premiers logiciels tableurs qui a d'abord fonctionné sous CP/M avant de migrer en MS-DOS. Il est lancé en 1982 par Microsoft et s'inspire assez largement du précurseur VisiCalc.

## Description et historique
Développé sur le système d'exploitation CP/M il pouvait fonctionner sur une grande majorité des processeurs 8 bits commercialisé à cette époque.
Il a été porté sur plusieurs autres plateformes comme Xenix, CTOS, Commodore 64, Apple II, Thomson...
Il fonctionnait sur des écrans en mode caractères sous MS-DOS et nécessitait le logiciel Chart de Microsoft pour produire des graphiques.
Le succès commercial escompté n'est pas atteint aux États-Unis où le concurrent Lotus 1-2-3 dominera la scène dès 1983 sur IBM-PC sous MS-DOS lançant véritablement le marché du PC et compatible. Cependant, Multiplan se diffuse plus facilement dans d'autres pays dont la France.
En 1984, Microsoft développe le successeur de Multiplan, Excel, qui sort d'abord pour le Macintosh.